# Liverpool Arena
Liverpool Arena (též M&S Bank Arena, dříve Echo Arena) je víceúčelová aréna v centru města Liverpool v Anglii. Je součástí  víceúčelového komplexu ACC Liverpool, který zahrnuje tuto arénu, výstaviště, kongresové centrum a ruské kolo. Vnitřní prostor umožňuje konání mnoha druhů sportů. Kromě toho hala slouží jako kulturní zařízení s možností pořádání koncertů. Tuto halu využívá při koncertních turné mnoho zpěváků a hudebníků.

## Architektura a design

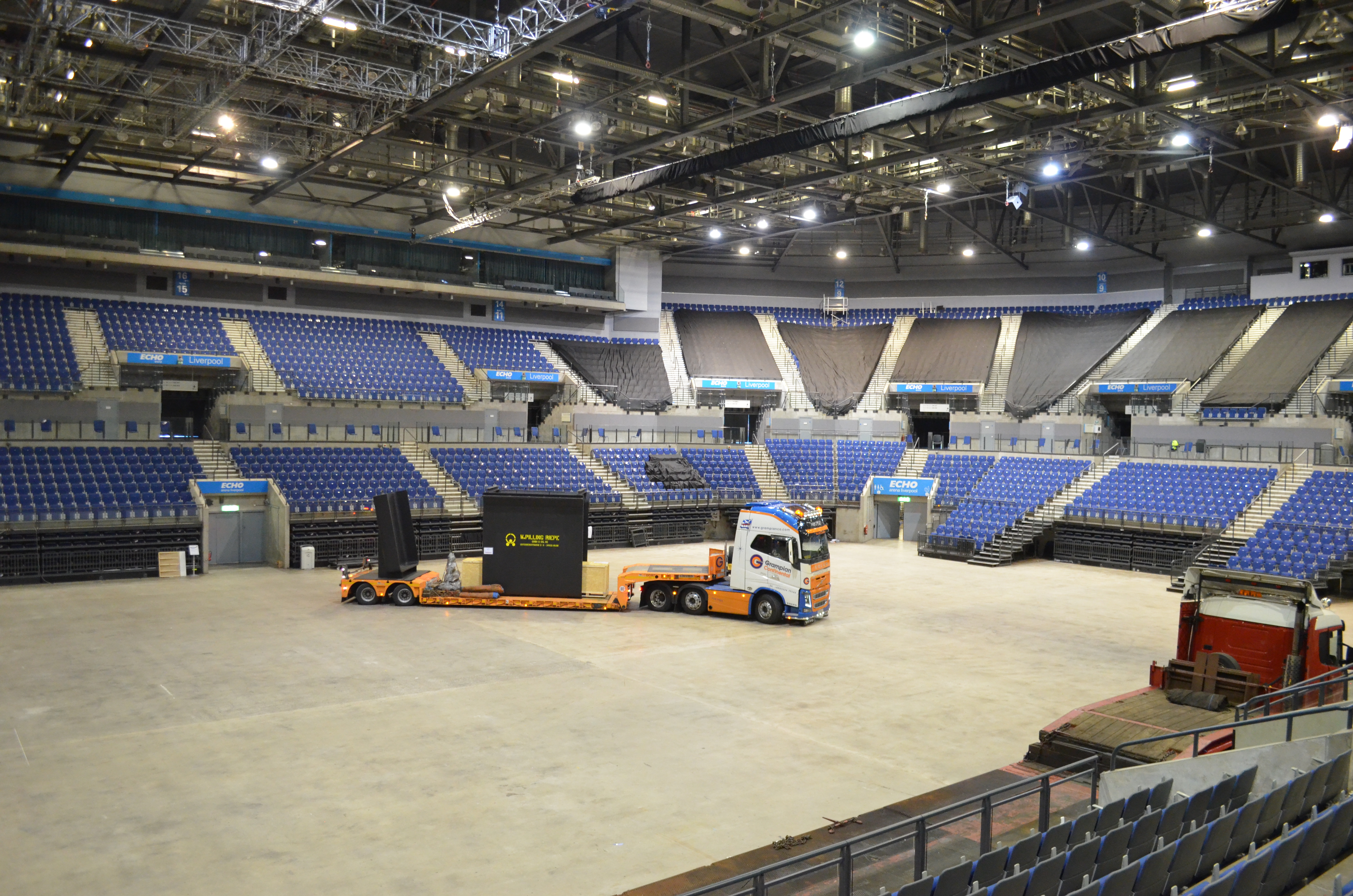
Interiér arény (červen 2015)

Aréna byla navržena architektonickým studiem Wilkinson Eyre a Sport Concepts. Jedná se o flexibilní prostor nabízející různé standardní nebo na míru tvořené dispozice. Její kapacita je 7 513 stálých sedadel instalované na tří stran okolo centrálního podlaží  pro pořádání halových sportovních akcí. Kapacitu pro koncerty má včetně sezení na podlaze ve středu 10 600 a se stáním uprostřed se celková kapacita arény zvyšuje na 11 000. Po stranách arény je několik skyboxů.
V aréně se nachází šest šaten a pět šaten pro družstva, a také dvě promotérské kanceláře. Do suterénu arény mohou vjet vozidla o hmotnosti až 38 tun. Komplex má hodnocení BREEAM „velmi dobrý“.
Po otevření vedlejšího výstaviště Exhibition Centre Liverpool v září 2015 se díky spojovací lávky s arénou rozšířila nabídka pro  koncerty na stání a mezinárodní sportovní akce. Tato budova nabízí takzvané 'Space by M&S Bank Arena', což je flexibilní  prostor s kapacitou až 7 000 pro stání.

## Historie
Aréna otevřela své brány dne 12. ledna 2008 jako Echo Arena Liverpool při oficiálním slavnostním zahájením Evropského hlavního města kultury, které bylo Liverpool v tomto roce. Ceremoniál zahájil celoroční program a znamenal vyvrcholení desetileté regenerace ve městě. Přehlídka s názvem Liverpool the Musical představovala 700 účinkujících a její organizace trvala 15 000 hodin.  Od otevření přilákala aréna více než 7 milionů návštěvníků na více než 3 800 akcí a vydělala 1,6 GBP miliard v ekonomickém přínosu pro region Liverpool City . 

### Práva na pojmenování
V listopadu 2018 bylo oznámeno, že Echo Arena Liverpool bude přejmenována na svůj současný název v rámci sponzorské smlouvy s M&S Bank. Nový název vstoupil v platnost 7. ledna 2019, přičemž Liverpool Echo pokračoval jako obchodní partner arény.   Kompletní přejmenování se uskutečnilo také uvnitř haly a napříč místem Kings Dock, než bylo odhaleno 31. ledna 2019. 

### Požár parkoviště v roce 2017
Večer 31. prosince 2017 vypukl požár na přilehlém vícepodlažním parkovišti a v důsledku toho musela být zrušena Liverpool International Horse Show, která se konala v aréně.  Kolem 80 koní bylo bezpečně evakuováno z dočasného ustájení vybudovaného v úrovni přízemí parkoviště a drženo na podlaze arény a na pozemku kolem budovy. Požár pokračoval do ranních hodin 1. ledna 2018. Konstrukce musela být později zbourána a auta odstraněna.   Prakticky všech 1400 tamních aut bylo zničeno, ale nebylo hlášeno žádné vážné ublížení na zdraví lidí nebo koní. V roce 2019 bylo vybudováno nové parkoviště.

### Smrt Erica Bristowa
Dne 5. dubna 2018, poté, co se zúčastnil turnaje Premier League Darts, zkolabovala před místem pořádaní šipkařská legenda Eric Bristow, který dostal infarkt a později zemřel. 

## Události

### Zábava
Tato aréna hostila různé zábavné akce, včetně MTV Europe Music Awards 2008 a koncerty mnoho umělců jako například  Justin Bieber, Little Mix, Paul McCartney, Beyoncé a další. 
V října 2022 BBC a Evropská vysílací unie (EBU) oznámily, že se zde bude konat Eurovision Song Contest 2023 jménem vítězné země z předchozího roku Ukrajiny, která nebyla schopna splnit požadavky na pořádání akce kvůli bezpečnosti, a to ohledně obav způsobené ruskou invazí na Ukrajinu v roce 2022. Soutěž se skládala ze dvou semifinále 9. a 11. května a finále 13. května 2023. Bylo to poprvé, co se tato soutěž konala v Liverpoolu. Naposledy Velká Británie pořádala Eurovize v Birminghamu roku 1998.

### Sportovní události
Konalo se zde několik významných sportovních soutěží. Od roku 2008 do roku 2010 byla aréna domovem basketbalového týmu Mersey Tigers. Již řadu let se koncem roku v aréně koná Liverpool International Horse Show. V roce 2021 musela být zrušena kvůli pandemii covidu-19. Od svého otevření je to také jedno z míst konání Premier League Darts.
V listopadu 2021 byla aréna zamýšlena jako místo pro finále mistrovství světa v ragbyové lize vozíčkářů 2021, ale kvůli pandemii covidu-19 byla o rok odložena. Odklad způsobil, že aréna byla nedostupná a finálová hra byla přesunuta do Manchester Central Convention Complex.

## Dopravní spojení
Přímá hromadná doprava do M&S Bank Areny je autobusem. Kousek odtud se nachází vlakové nádraží James Street a obsluhuje ho linka metra Merseyrail Wirral Line. Stanice je dvě zastávky od hlavního nádraží Liverpool Lime Street.
Aréna se nachází naproti portálu dnes již nepoužívaného Wapping Tunnel, který vede z Edge Hill na východ města. Objevily se výzvy k opětovnému použití 2,03 km tunelu se stanicí obsluhující arénu a bezprostředními doky na místě zbourané stanice Park Lane, která se nacházela na konci tunelu.